# Adam Rzeczkowski
Adam Paweł Rzeczkowski (ur. 1973) – generał dywizji Wojska Polskiego; dowódca okrętu ORP „Zawzięty”; starszy specjalista w Zarządzie Planowania Operacyjnego – P3 w Sztabie Generalnym Wojska Polskiego; zastępca szefa sztabu w dowództwie Eurokorpusu; od 7 sierpnia 2025 r. dyrektor Departamentu Zwierzchnictwa nad Siłami Zbrojnymi w Biurze Bezpieczeństwa Narodowego.

## Życiorys
Adam Rzeczkowski urodził się w 1973 r.. Pochodzi z Lubania, gdzie dorastał, spędził młodość i tu mieszka jego najbliższa rodzina.

### Wykształcenie
Absolwent Akademii Marynarki Wojennej na Wydziale Nawigacji i Uzbrojenia Okrętowego-Eksploatacja Okrętowych Systemów Pokładowych (1998); Podyplomowych Studiów Dowódczo-Sztabowych Marynarki Wojennej w Akademii Dowódczej Marynarki Wojennej w Newport w stanie Rhode Island w USA (2003); Podyplomowych Studiów Polityki Obronnej w Akademii Sztuki Wojennej.

### Służba wojskowa
W 1997 r. został promowany na stopień podporucznika marynarki, a po ukończeniu studiów w 1998 r. rozpoczął służbę zawodową na stanowisku dowódcy działu okrętowego w 11 dywizjonie Ścigaczy w Helu (okręty proj. 912M i ORP „Kaszub”) (rozformowany) będący w składzie 9 Flotylli Obrony Wybrzeża. Następnie zajmował kolejne stanowiska służbowe na okrętach 9 Flotylli Obrony Wybrzeża w Helu. Dowodził kolejno dwoma okrętami, w tym pełnił służbę na stanowisku dowódcy okrętu ORP „Zawzięty”, po czym zajmował stanowiska od oficera flagowego, po stanowisko oficera szkoleniowego dywizjonu podczas służby w sztabie 11 dywizjonu Ścigaczy. W roku 2004 został skierowany do składu Grupy Organizacyjnej Dowództwa Operacyjnego Sił Zbrojnych, gdzie pełnił służbę na kolejnych stanowiskach w tym na stanowisku zastępcy szefa Zarządu Planowania w przeformowanym Dowództwie Operacyjnym Rodzajów Sił Zbrojnych. W okresie służby w Dowództwie Operacyjnym SZ zajmował się pracami planistycznymi związanymi z tworzeniem Polskich Kontyngentów Wojskowych, w tym misji SZ w Republice Iraku, Afganistanie i w PKW w Republice Środkowej Afryki. Był przewodniczącym zespołów autorskich, które opracowywały dokumenty Wojennego Systemu Dowodzenia SZ dla Naczelnego Dowódcy SZ. Pełnił kierownicze funkcje na stanowiskach dowodzenia w ramach weryfikowania przyjętych rozwiązań, w trakcie prowadzonych ćwiczeń i treningów, w tym cyklicznych ćwiczeń pk. „Anakonda”.
W 2005 r. pełnił służbę podczas V zmiany w Polskim Kontyngencie Wojskowym w Republice Iraku, gdzie w Zespole Wsparcia Pomocy Morskiej i Rzecznej Umm Quasr odpowiadał za planowanie operacyjne i realizację misji irackiej Marynarki Wojennej i Piechoty Morskiej w operacjach w północno-arabskiej części Zatoki Perskiej. W 2008 r. został oddelegowany do Dowództwa Sił Połączonych JFC w Brunssum (Allied Joint Force Command), gdzie wykonywał zadania związane ze wspieraniem Kwatery Głównej NATO ISAF w procesie planowania. W 2009 r. podczas służby w Brunssum w ramach natowskiej misji ISAF został skierowany do Kabulu, Kwatery Głównej ISAF, gdzie uczestniczył w procesie opracowania zasadniczych dokumentów planistycznych dla misji w zmienionych warunkach bezpieczeństwa. W latach 2010–2011 w Dowództwie Sił Połączonych w Brunssum był odpowiedzialny za przygotowanie planów ewentualnościowych dla obrony Polski i państw bałtyckich. Został za te prace planistyczne odznaczony przez prezydenta Estonii Orderem Krzyża Orła IV klasy oraz Medalem Zasługi Litewskich Sił Zbrojnych. 30 listopada 2011 r. kmdr por. Adam Rzeczkowski zakończył służbę w Dowództwie Operacyjnym SZ i został wyznaczony na stanowisko starszego specjalisty w Zarządzie Planowania Operacyjnego – P3 w Sztabie Generalnym Wojska Polskiego. Następnie pełnił służbę w Dowództwie Operacyjnym Sił Zbrojnych w Oddziałach Planowania.
18 lipca 2016 r. minister obrony narodowej Antoni Macierewicz wyznaczył kmdr. Adama Rzeczkowskiego na stanowisko dyrektora Ośrodka Monitorowania i Analiz MON, a jego zastępcą został płk Artur Jakubczyk. Był podporządkowany Ministrowi Obrony Narodowej za pośrednictwem Dyrektora Centrum Operacyjnego Ministra Obrony Narodowej. Na tym stanowisku zajmował się m.in. pracami nad koncepcją rozwijania zdolności analitycznych i operacyjnych Ośrodka w zakresie analizy sytuacji bezpieczeństwa na flance wschodniej. 4 lutego 2017 r. wziął udział w VIII edycji półmaratonu „Połówka Komandosa” o puchar Rektora-Komendanta WAT. 25 listopada 2017 r. uczestniczył w XIV Maratonie Komandosa, który odbył się pod patronatem Szefa Biura Bezpieczeństwa Narodowego, a organizatorem biegu był Wojskowy Klub Biegacza „Meta” z Lublińca z Jednostki Wojskowej Komandosów. Od 3 grudnia 2018 r. sprawował funkcję Szefa Pionu – Zastępcy Szefa Sztabu ds. Planowania w Dowództwie Operacyjnym Rodzajów Sił Zbrojnych, gdzie realizował zadania w zakresie planowania operacyjnego i szkolenia, w tym: przygotowania narodowej połączonej operacji obronnej, szkolenia operacyjnego i zgrywania jednostek wojskowych, kontroli i dokonywania oceny zdolności sił i środków oraz koordynacji działań niekinetycznych i elementów pozamilitarnych w ramach operacji połączonej. Na początku 2022 r. został przydzielony do amerykańskiego stanowiska dowodzenia w Jasionce pod Rzeszowem. 12 lutego 2022 r. uczestniczył w XIII edycji półmaratonu „Połówka Komandosa”.
10 listopada 2022 r. został mianowany przez prezydenta RP Andrzeja Dudę na stopień generała brygady. Służbę wojskową na rok 2022 pełnił od 29 lat. 14 czerwca 2023 r. minister obrony narodowej Mariusz Błaszczak mianował gen. bryg. Adama Rzeczkowskiego na stanowisko służbowe zastępcy szefa sztabu Dowództwa Eurokorpusu w Strasburgu, z dniem objęcia stanowiska 1 września 2023 r. Z dniem 7 sierpnia 2025 r. został dyrektorem Departamentu Zwierzchnictwa nad Siłami Zbrojnymi w Biurze Bezpieczeństwa Narodowego przyjmując obowiązki od wiceadmirała Jarosława Wypijewskiego. Awansowany na stopień generała dywizji przez prezydenta RP Karola Nawrockiego.

## Awanse

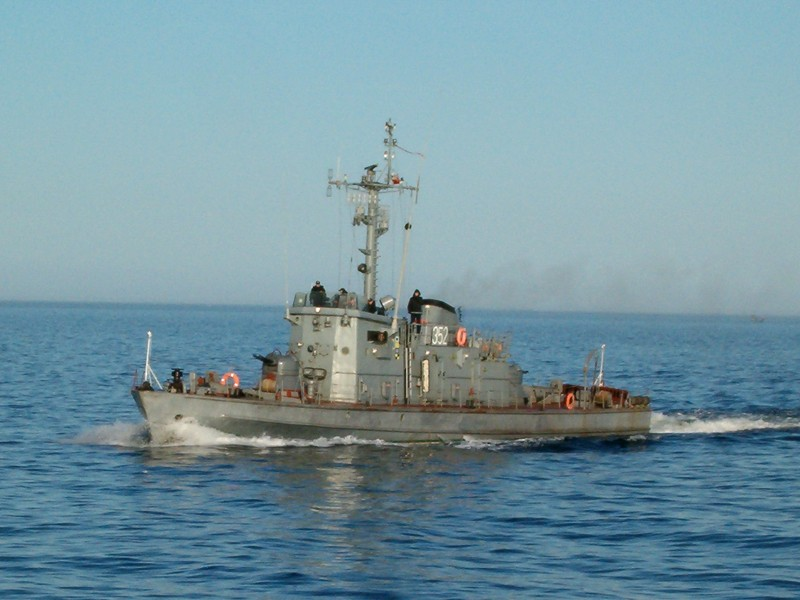
Był dowódcą okrętu ORP „Zawzięty”. Nz. jednostka bliźniacza, ścigacz okrętów podwodnych ORP „Wytrwały”

- podporucznik marynarki – 1997[7]
- porucznik marynarki – 2000
- kapitan marynarki – 2004
- komandor podporucznik – 2009
- komandor porucznik – 2011
- komandor – 2016[11]Był dowódcą okrętu ORP „Zawzięty”. Nz. jednostka bliźniacza, ścigacz okrętów podwodnych ORP „Wytrwały”
- generał brygady – 10 listopada 2022[26]
- generał dywizji – 14 sierpnia 2025[25]

## Ordery, odznaczenia i wyróżnienia
- Morski Krzyż Zasługi – 2019[1]
- Gwiazda Iraku[27]
- Gwiazda Afganistanu[27]
- Order Krzyża Orła IV klasy – Estonia[7][27]
- Medal Zasługi Litewskich Sił Zbrojnych[7]
- Buzdygan Honorowy – 2022[18]
- Odznaka Dowódcy Okrętu (Złota gwiazda z kotwicą)[6]

i inne